# Enchoteuthis
Enchoteuthis (wat 'speerinktvis' betekent) is een geslacht van uitgestorven grote enchoteuthine koppotigen die tijdens het Krijt leefden. Hoewel hij en zijn verwant Tusoteuthis vaak worden vergeleken met de pijlinktvissen, wordt nu aangenomen dat beide nauwer verwant zijn aan moderne octopussen. Onderzoek van overblijfselen van de gladius leverde aanvankelijk een geschatte mantellengte op van ongeveer twee meter op basis van exemplaren die ooit werden beschreven als Tusoteuthis longa, dicht bij of gelijk aan die van de moderne reuzeninktvis, hoewel herclassificatie van Enchoteuthis als een muensterelloïde resulteert in een veel kortere totale lengte, ongeveer drie meter. Drie soorten worden momenteel als geldig erkend:  de typesoort Enchoteuthis melanae Miller & Walker 1968, Enchoteuthis tonii en Enchoteuthis cobbani. Het holotype is FHSM 13049.

## Etymologie
De geslachtsnaam Enchoteuthis is afgeleid van het Griekse enchos ('speer') en teuthis ('inktvis'). De soortaanduiding melanae eert Melanie Bonner, die het holotype ontdekte. Enchoteuthis cobbani is vernoemd naar William Cobban.

## Verspreiding
Enchoteuthis melanae en Enchoteuthis cobbani zijn beide bekend van de Western Interior Seaway uit het Laat-Krijt van Noord-Amerika, met exemplaren gevonden in Kansas, Wyoming, South Dakota, North Dakota en Manitoba. Enchoteuthis tonii is bekend uit de Eromanga Seaway uit het Vroeg-Krijt van Australië. Een andere naamloze soort is bekend uit de Paleo-Stille Oceaan uit het Laat-Krijt van Noord-Amerika, met name British Columbia en Alaska.